# Tour Carrée
La tour Carrée est un sommet des monts Dore dans le Massif central.

## Géographie

### Situation
La tour Carrée est située dans le Puy-de-Dôme, entre les communes de Chastreix et Mont-Dore, au nord-ouest du puy de Sancy.
Depuis le puy de Sancy, la montagne est accessible en empruntant le col de Courre, un sentier permet ensuite de rejoindre le puy de Chabane ou de continuer en direction du puy de Cliergue.

### Hydrographie
La Burande ou Jarrige y prend sa source vers 1 640 m d'altitude.

## Activités

### Protection environnementale
Le sommet est inscrit dans la ZNIEFF de type 2 « Monts Dore » et de la ZNIEFF de type 1 « Montagne de Bozat - Chambourguet ».

### Randonnée
Elle est traversée par le sentier de grande randonnée 30 qui forme une boucle de 194 kilomètres.